# كارل، أمير لينينجن الثالث
كارل، أمير لينينجن الثالث (بالألمانية: Karl zu Leiningen)‏ (و. 1804 – 1856 م) هو سياسي ألماني، ولد في آمورباخ، ويحمل رتبة عسكرية فريق أول، توفي في آمورباخ، عن عمر يناهز 52 عاماً.

## مناصب
تولى منصب عضو برلمان فرانكفورت ‏
.

## التعليم
تعلم في جامعة غوتينغن
.